# Cantón de Villejuif-Este
El cantón de Villejuif-Este era una división administrativa francesa, que estaba situada en el departamento de Valle del Marne y la región de Isla de Francia.

## Composición
El cantón estaba formado por una fracción de la comuna que le daba su nombre:
- Villejuif (fracción)

## Supresión del cantón de Villejuif-Este
En aplicación del Decreto n.º 2014-171 de 17 de febrero de 2014, el cantón de Villejuif-Este fue suprimido el 22 de marzo de 2015 y su fracción de comuna se unió a la otra fracción para formar el nuevo cantón de Villejuif.